# Minneapolis Millers (IHL)
Die Minneapolis Millers waren ein US-amerikanisches Eishockeyfranchise der International Hockey League aus Minneapolis, Minnesota. Ihre Heimspielstätte war die Minneapolis Arena.

## Geschichte
Die Mannschaft wurde 1959 als Franchise der International Hockey League gegründet. Ihre erste Spielzeit, die Saison 1959/60, begannen sie zunächst in Denver, Colorado, und hießen zunächst Denver Mavericks, wechselten jedoch bereits während ihres ersten Jahres in der IHL nach Minneapolis, Minnesota, und erhielten den Namen Minneapolis Millers. Den Namen wählten sie in Anlehnung an ein gleichnamiges Team, das von 1925 bis 1950 in Minneapolis gespielt hatte. Sie erreichten mit 39 Siegen und 29 Niederlagen den zweiten Platz nach der Hauptrunde in der West-Division der IHL. Somit qualifizierten sie sich für die anschließenden Play-offs, wo die Mavericks in der ersten Runde ausschieden. Einer der größten Rivalen der Mavericks waren die St. Paul Saints, die ebenfalls in der IHL aktiv waren. Diese Rivalität resultierte aus der unmittelbaren Nähe der beiden Städte Saint Paul und Minneapolis.
Zwei Spielzeiten später konnten die Millers den größten Erfolg der Klubgeschichte feiern, als das Play-off-Finale erreicht wurde. Dieses wurde jedoch verloren und die Minneapolis Millers wurden zum Vizemeister der International Hockey League. Im Sommer 1963 wurde der Verein wieder aufgelöst.

## Saisonstatistik
Abkürzungen: GP = Spiele, W = Siege, L = Niederlagen, T = Unentschieden, OTL = Niederlagen nach Overtime SOL = Niederlagen nach Shootout, Pts = Punkte, GF = Erzielte Tore, GA = Gegentore, PIM = Strafminuten
| Saison  | GP | W  | L  | T | OTL | SOL | Pts | Platz    | Playoffs                   |
| 1959–60 | 68 | 39 | 29 | 2 | —   | —   | 80  | 2., West | Niederlage in der 1. Runde |
| 1960–61 | 72 | 50 | 20 | 2 | —   | —   | 102 | 1., West |                            |
| 1961–62 | 68 | 41 | 26 | 1 | —   | —   | 83  | 2., IHL  |                            |
| 1962–63 | 70 | 36 | 32 | 2 | —   | —   | 74  | 3., IHL  | Niederlage im Finale       |